# 乔治·吉勒·德拉图雷特
乔治·吉勒·德拉图雷特（法語：Georges Gilles de La Tourette，法語發音：[ʒɔʁʒə ʒil də la tuʁɛt]；1857年10月30日—1904年5月22日）是一位法國精神科醫師。精神疾病妥瑞症（又作抽動症）是以他的名字為名。